# 北區 (澳門)

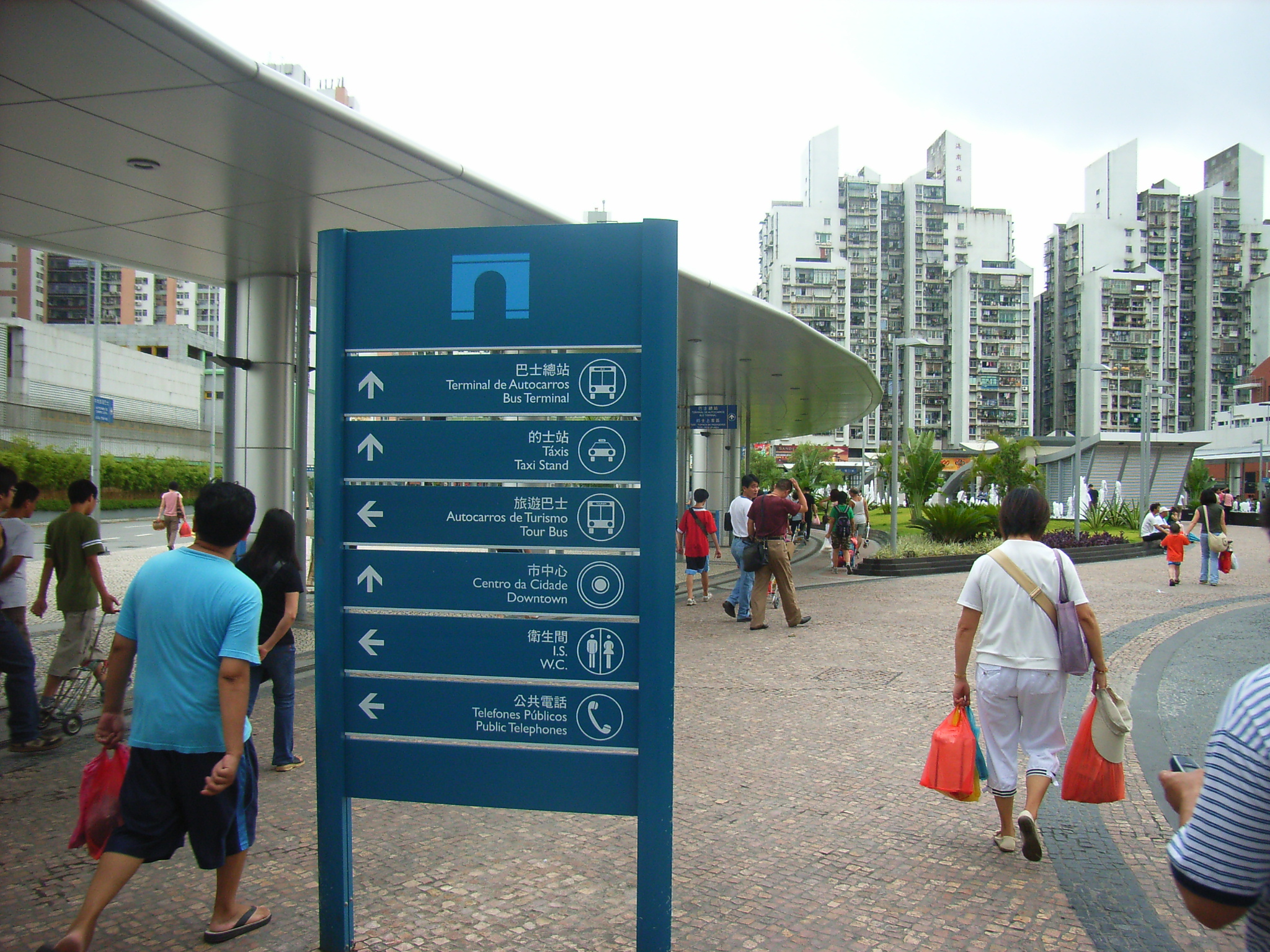
澳門關閘是北區之一

澳門的北區（葡萄牙語：Zona Norte）是澳門民間對澳門北部俗稱，但相較花地瑪堂區之下北區沒有確切範圍，不過通常包括黑沙環、祐漢（包含馬場及祐漢新村）、筷子基、台山、關閘等地。
狹義且現時所指的北區以北區中葡小學（今筷子基）附近 和 台山 為代表, 黑沙環、祐漢（包含馬場及祐漢新村）則撥入新成立的 東區。
由於祐漢新村共七幢樓宇環境惡劣，澳門特區政府已在2005年經計劃進行重整。

## 北區團體
- 澳門北區工商聯會
- 澳門國際科技產業發展協會
- 街總望廈社區中心